# Casper Nielsen
Casper Nielsen (Esbjerg, 29 aprile 1994) è un calciatore danese, centrocampista dello Standard Liegi.

## Carriera

### Club
Ha giocato nel campionato danese fino al 2019, quando si è trasferito in Belgio.

### Nazionale
Ha giocato nella nazionale danese Under-21.
Ha rappresentato la nazionale danese alle Olimpiadi del 2016, dove ha giocato due partite.

## Palmarès

### Club

#### Competizioni nazionali
- Coppa di Danimarca: 1

Esbjerg: 2012-2013
- Division 1B: 1

Union Saint-Gilloise: 2020-2021
- Supercoppa del Belgio: 1

Club Bruges: 2022
- Campionato belga: 1

Club Bruges: 2023-2024
- Coppa del Belgio: 1

Club Bruges: 2024-2025